# Pulpo 3
Pulpo 3 fue una banda de rock alternativo y fusión de Quito, Ecuador, que estuvo activa entre 1997 y 2019.

## Historia
El guitarrista y compositor Carlos Torres y el bajista Pablo 'El Piñas' Cepeda conforman la agrupación en 1997, inspirados por el rock de los 70 y la psicodelia, debutando en la capital ecuatoriana como un trío, con Torres como vocalista principal. Tras varios cambios de formación, el grupo recluta a María Fernanda Karolys, a comienzos de 1999. La vocalista aporta al grupo con influencias de soul, R&B y trip-hop. Ese mismo año se junta el baterista Andrés Benavides y se termina de conformar la alineación del grupo, con un sonido considerablemente más fuerte.
Pulpo 3 tuvo un rápido ascenso en la escena «under» quiteña, compartiendo escenarios con reconocidas bandas locales como Mamá Vudú, Sal y Mileto y Muscaria. En 2000 comienzan las sesiones de grabación de lo que sería su primer disco. Tras varios shows en todo el país, Pulpo 3 contaba con un nombre bastante establecido en el movimiento roquero ecuatoriano. En septiembre de 2000 estrenan su único álbum de larga duración, Excitador de Frecuencias. El disco incluye los sencillos 'La Estación' y 'Cosecha de Humanos'. A finales de ese año, el conjunto obtiene el premio 'Banda ecuatoriana del año' otorgado por Metro Stereo 88.5 FM de Quito.
A inicios de 2001, Benavides deja la banda y se une a La Grupa, siendo reemplazado por Daniel Mantilla. Unos meses más tarde, María Fernanda Karolys abandona el país para radicarse en Estados Unidos, siendo reemplazada por María José Sáez, con quien graban el sencillo 'Lejos del Tiempo', con una propuesta más acústica y accesible. Tras un corto paso, Sáez es reemplazada por la vocalista de Can Can, Denisse Santos, con quien graban los temas inéditos 'La Víspera' y 'Fortaleza del Alma'. A Denisse Santos le sigue Paulina Terán, con quien Pulpo 3 graba una sesión de 10 temas que nunca sale al aire. Tras varios conflictos internos, la banda se separa brevemente durante 2003.
En 2004, tras varias conversaciones, Pulpo 3 junta en concierto a su formación clásica (Torres, Cepeda, Karolys y Benavides). La banda empieza entonces una serie de conciertos, con gran acogida, cada vez que la vocalista regresa a Quito. En 2005, los tres miembros radicados en Ecuador empiezan a componer temas nuevos, presentando en 2007 'Alucinadas' y 'Señales'.  Durante 2010 y 2011 realizan varias presentaciones para conmemorar el décimo aniversario de su disco.
El 10 de agosto de 2013 la agrupación participa en el Quito Fest, compartiendo escenario junto a Munn, Mamá Vudú y los uruguayos No Te Va Gustar.
Tras varios paréntesis debido a la intermitente presencia en Ecuador de su vocalista y de diferencias personales y artísticas entre sus demás integrantes, Pulpo 3 se separa en 2019.

## Alineación
María Fernanda Karolys (voz) 
 Carlos Torres (guitarra) 
 Andrés Benavides (batería) 
 Pablo "Piñas" Cepeda (bajo)

## Discografía
Excitador de frecuencias (2000)